# Vaticaniste
Un vaticaniste est un journaliste spécialisé dans la couverture de la vie de l'Église catholique, particulièrement les activités et enseignements des papes, les mouvements internes de l'administration du Saint-Siège (curie romaine) et événements touchant la cité du Vatican. Plusieurs journaux d'envergure nationale ont leur propre vaticaniste.
Le métier de vaticaniste était autrefois comparé à celui de kremlinologue, en raison de la nature complexe des rapports entre les cardinaux, les fonctionnaires de la curie, la diplomatie vaticane et la structure de communication officielle de l'Église catholique. 
Le lieu de résidence privilégié d'un vaticaniste a toujours été la ville de Rome, mais l'évolution des communications signifie que de nombreux vaticanistes peuvent ouvrir un blog pour transmettre leurs informations par la voie virtuelle. 
On distingue parfois entre les vaticanistes qui travaillent pour une publication laïque et ceux qui œuvrent dans des parutions proches de l'Église catholique. 

## Vaticanistes connus

### Langue française
- Bruno Bartoloni, (depuis 1961), également en italien,  AFP, Il Corriere della Sera, Paris Match, France Télévision
- Isabelle de Gaulmyn, La Croix (2005 à nov. 2009)
- Jean-Marie Guénois, Le Figaro
- Étienne Loraillère,  KTO , Radio Notre-Dame
- Philippine de Saint Pierre,  KTO
- Bernard Lecomte, La Croix, L'Express
- Jean Mercier, La Vie
- Frédéric Mounier, La Croix (à partir de nov. 2009)
- Caroline Pigozzi, Paris Match, Europe 1
- Sophie de Ravinel, Le Figaro
- Robert Serrou
- Henri Tincq, Le Monde (de 1985 à 2008)
- Joseph Vandrisse, Le Figaro (de 1974 à 2002)
- Hervé Yannou, Le Figaro

### Autres langues
- Luigi Accattoli, Corriere della sera
- John L. Allen, Jr., National Catholic Reporter et CNN
- Peter Hebblethwaite, National Catholic Reporter (de 1979 à 1981)
- Robert Blair Kaiser, Time Magazine
- Sandro Magister, L'Espresso
- Robert Moynihan, Inside The Vatican
- Peter Steinfels (en), The New York Times (1990-2010)
- Damian Thompson, Catholic Herald, The Daily Telegraph
- Andrea Tornielli, Il Giornale, La Stampa
- Giancarlo Zizola, Avvenire, Il Giorno, La Repubblica